# Bahnstrecke Västra Utsjö–Båthussjön
| Streckenlänge: | 5 km              |              |              |
| Spurweite: | 1067 mm (Kapspur) |              |              |
| |                   |              |              |
| \| \| 0 \| Västra Utsjö \| Västra Utsjö \| \| \| 4 \| Hastaåsen \| Hastaåsen \| \| \| 5 \| Båthussjön \| Båthussjön \| \| \| \| \| \| \| Quellen: [1] \| \| \| \| |                   |              |              |
| Betriebs-/Güterbahnhof Streckenanfang (Strecke außer Betrieb) | 0                 | Västra Utsjö | Västra Utsjö |
| Dienststation / Betriebs- oder Güterbahnhof (Strecke außer Betrieb)                                                                                               | 4                 | Hastaåsen    | Hastaåsen    |
| Betriebs-/Güterbahnhof Streckenende (Strecke außer Betrieb) | 5                 | Båthussjön   | Båthussjön   |
| |                   |              |              |
| Quellen: |                   |              |              |

Die Bahnstrecke Västra Utsjö–Båthussjön war eine schwedische Waldbahn. Über die fünf Kilometer lange und mit der Spurweite 1067 mm errichtete Bahnstrecke wurde Stammholz aus den Wäldern Västerdalarnas über den Västerdalälven zum Wassersystem Uvån befördert.

## Geschichte
Als England um 1850 die Zölle auf Holzprodukte abschaffte, wurde der Druck auf das den europäischen Markt marktbeherrschende Norwegen zu groß. Norwegen konnte den Holzbedarf Europas nicht mehr decken und schwedisches Holz wurde nun hauptsächlich aus Häfen in Göteborg und Bohuslän exportiert. Die Wälder von Dalsland und Värmland waren leicht zugänglich, das Holz wurde auf Klarälven und Vänern sowie durch die Schleusen in Trollhättan und weiter über den Göta älv geflöst.
Als das Holzangebot in Värmland zurückging, begannen die Unternehmen, die entlang des Klarälven Sägewerke hatten, sich nach neuen Gebieten umzusehen, aus denen sie Holz entnehmen konnten. Dies waren die Wälder von Västerdalarna.
Um gegenseitige Konkurrenz zu vermeiden, nahm Sägewerkbesitzer Axel Geijer aus Dejefors Gespräche mit anderen Unternehmen auf. 1870 wurde von sechs anderen Unternehmen Särna Aktiebolag gegründet. Geijer untersuchte die Möglichkeiten, das Holz von Västra Utsjö am Ufer des Flusses Västerdalälven zum Wassersystem Uvån zu transportieren, das in den Klarälven entwässert. Er erkannte, dass das Holz mit der Bahn von Utsjö nach Båthussjön transportiert und von dort wieder über Kapphussjön, Storsjön und Holmsjön geflößt werden konnte. Diese Seen wurden aufgestaut, damit geflößt werden konnte.

## Utsjö Jernvägsbolag
Bei einer Versammlung der Aktionäre der Särna Aktiebolag im April 1871 wurde die Gründung von Utsjö Jernvägsbolag beschlossen und Axel Geijer zum Geschäftsführer bestellt. Für den Bau wurde Leutnant Erik Sandell aus Stockholm mit der Planung und Leitung beauftragt. Bauleiter wurde der Eisenbahnbauer Erik Nordvall aus Karlstad.
Bei Västra Utsjö wurde eine Holzverladeanlage errichtet, die in das Flussbett gerammt wurden. Diese bestand aus einer Bündelanlage und einem Kran. Für die Zwischenlagerung des Holzes bis zur Verladung wurde ein kleines Staubecken gebaut. Am Båthussjön entstand ein Entladekai, der aus einer schrägen Brücke bestand, von der die Baumstämme selbst in den See rollen konnten, wenn die Sicherungsseile an den Eisenbahnwagen geöffnet wurden. Der Kai war so lang, dass mehrere Wagen gleichzeitig entladen werden konnten.
Für den Transport wurde 1871 eine Lokomotive bei Motala Verkstad mit der Baunummer 10/1872, der Betriebsnummer 1, dem Namen UTSJÖ, der Achsfolge C und der Spurweite von 1067 mm beschafft, die einzige Lokomotive, die Motala während der Jahre 1865 bis 1876 baute. Diese kam im Juni 1872 in Einzelteilen an und wurde vor Ort zusammengebaut. Später wurde eine weitere Lokomotive von Avonside Engine Co Ltd (Baunummer 1031/1874) aus England gekauft, die den Namen MALUNG und die Nummer 2 erhielt. Die Motala-Lokomotive machte von Beginn an Probleme. Nach einem Umbau wurde sie nur zur Beförderung leerer Wagen eingesetzt.
Die Wagen wurden in Västra Utsjö beladen und vier Kilometer bis nach Hastaåsen gezogen. Dort wurde die Lokomotive abgekuppelt und auf ein Nebengleis rangiert. Die beladenen Wagen rollten kontrolliert gebremst mit Schwerkraft zum Båthussjön (heute Sjöhusen), wo sie entladen wurden. Nach dem Entladen wurden die leeren Wagen von der Utsjö bis nach Hastaåsen gezogen, wo sie dann wiederum mit Schwerkraft zurück nach Västra Utsjö rollten.
Die Gesamtkosten des Projekts wurden im Februar 1874 mit 281.123,86 Kronen angegeben. Die größten Posten waren: Kai und Kran 18.609,39 Kronen, Oberbau und Schienen 71.239,30 Kronen und Erdarbeiten 49.310,63 Kronen sowie die Kosten für die Lokomotiven.
Insgesamt wurden 108.544 Tolfter Holz (ein Tolfter = ein Dutzend Stämme mit 23 Fuß Länge und 10 Zoll Durchmesser oben):97 mit der Bahn transportiert. Die durchschnittlichen Kosten dafür betrugen 2,37 Kronen  je Tolfter. Die Eisenbahngesellschaft berechnete dem Kunden 8 Kronen pro Tolfter. Für alle Transporte in den Jahren 1873 bis 1888 konnte ein Gewinn von etwa 600.000 Kronen erzielt werden.:100
Nach zehn Jahren Holzeinschlag begann das Angebot an Holz in damals sägefähigen Dimensionen abzunehmen. Die Holzpreise begannen sich zu stabilisieren. Bereits 1888 fand der letzte Holztransport mit der Eisenbahn statt. Särna Aktiebolag wurde 1889 aufgelöst und verfügte danach über 8.000 ha eigenen Wald und weitere 30.000 ha Einschlagsrechte, die an die ehemaligen Aktionäre verteilt wurden. 1896 wurde Utsjö Jernvägsbolag liquidiert.
Die Lokomotiven MALUNG und UTSJÖ wurden an die Östra Blekinge Järnväg verkauft, die MALUNG wurde dort in AUGUST BENZER mit der Betriebsnummer 1 umbenannt und 1906 ausgemustert, die UTSJÖ wurde in GÖSTA WREDE mit der Nummer 2 umbenannt und 1916 ausgemustert.
Die Anrainerorte stimmten zu, dass die Bahnstrecke eine öffentliche Straße wird und erklärten sich für Vorbereitung und Instandhaltung der Straße verantwortlich.  Damit wurden die Sommerhäusern in Holm und Kappsjöarna erschlossen. Sie ist zudem eine wichtige Forststraße, die die Dörfer im südwestlichen Malung mit den Grenzgebieten Värmlands verbindet.:100

## Betriebszeiten
Das in den Wintermonaten geschlagene Holz musste bis Mittsommer abgefahren werden. Deshalb waren die Arbeitszeiten von 4 Uhr morgens bis spät abends. Es waren etwa 25 Mitarbeiter beschäftigt, die pro Tag bis zu 26 Züge fahren konnten. Dies entsprach etwa 300 Tolfter Holz. Der Lokführer hatte ein Gehalt von 1,7 Öre pro Tolfter und bekam bei 300 Tolfter etwa 5,10 Kronen.